# 若狭局
若狭局（わかさのつぼね、生年未詳 - 建仁3年〈1203年〉?）は、鎌倉時代初期の女性。父は鎌倉幕府の御家人比企能員。母は『愚管抄』によるとミセヤノ太夫行時の娘。鎌倉幕府二代将軍源頼家の妻妾。頼家の長子一幡の母。なお、『吾妻鏡』では辻殿の子とされている公暁も『尊卑分脈』では若狭局の所生とされている他、竹御所も若狭局の所生とする説がある。

## 生涯
父能員は初代将軍源頼朝の乳母・比企尼の甥であり、その縁故によって頼朝の嫡男・頼家の乳母父となった。頼家の妻妾となった若狭局は建久9年（1198年）、頼家が17歳の時に長子一幡を生む。
一幡が6歳になった建仁3年（1203年）8月、病となった頼家が危篤状態に陥り、その家督相続を巡り若狭局の一族比企氏と、頼家の母方の外戚北条氏との対立による比企能員の変が起こる。9月2日、能員が北条時政によって謀殺され、知らせを受けて一幡の屋敷である小御所に立て籠もった比企一族は北条義時率いる大軍に攻められ、屋敷に火を放って自害し、一族は滅亡した。『吾妻鏡』では一幡と若狭局もその時焼死したとしている。一方、『愚管抄』によると一幡は母が抱いて逃げ延びたが、11月3日になって一幡は北条義時の手の者によって刺し殺されたという。

## 関連作品
小説
- 篠綾子『星月夜の鬼子母神』集英社〈集英社文庫〉、2021年。ISBN 978-4-08-744313-4。

映画
- 修善寺物語（1923年） - 演：常盤松代
- 修禅寺物語（1955年、松竹大船） - 演：草笛光子

テレビドラマ
- 修善寺物語（1957年、KRT） - 演：藤間紫
- 修善寺物語（1961年、NET） - 演：山田五十鈴
- 草燃える（1979年、NHK大河ドラマ） - 演：白都真理
- 鎌倉殿の13人（2022年、NHK大河ドラマ） - 演：山谷花純 ※役名は「せつ」